# Lilla Tokevattnet
Lilla Tokevattnet är en sjö i Uddevalla kommun i Bohuslän och ingår i Göta älv-Bäveåns kustområde. Sjöns area är 0,012 kvadratkilometer och den är belägen 100 meter över havet.